# Витезови Округлог стола (филм)
Витезови Округлог стола (енгл. Knights of the Round Table) је британски авантуристичко-историјски филм из 1953. године, режисера Ричарда Торпа. Филм је продуцирао Пандро С. Берман, док су сценарио написали Талбот Џенингс, Јан Лустиг и Ноел Ленгли на основу Смрти Артурове Томаса Малорија. Главне улоге у филму тумаче Роберт Тејлор, Ава Гарднер, Мел Ферер, Ен Крофорд, Стенли Бејкер и Феликс Ајлмер. Прича је смештена у пост-римску Британију и прати краља Артура док покушава да доведе мир и правду у земљу.
Ово је други филм незваничне трилогије са Торпом као редитељем, Берманом као продуцентом, и Тејлором у главној улози, уз филмове Ајванхо (1952) и Авантуре Квентина Дерварда (1955). Сва три остварења је снимио MGM-British Studios у Боремвуду, у близини Лондона, делимично на локацији. Као и на друга два филма, на Витезовима Округлог стола су радили исти директор фотографије (Ф. А. Јанг), исти композитор (Миклош Рожа) и исти костимограф (Роџер Ферс). Ово је био један од првих филмова снимљених у CinemaScope формату.
Филм је премијерно приказан 22. децембра 1953. у Холивуду, док је у америчким биоскопима објављен 15. јануара наредне године, односно 12. маја у Уједињеном Краљевству. Наишао је на помешане реакције критичара и зарадио преко 8 милиона долара широм света. Био је номинован за два Оскара, у категоријама за најбољи звук и најбољу сценографију у боји. Такође је био у конкуренцији за Велику награду на Канском филмском фестивалу 1954. године.

## Радња
Док Британијом влада безакоње, зараћени господари Артур Пендрагон и његова полусестра Моргана ле Феј се састају по договору чаробњака Мерлина да разговарају о томе како да окончају крвопролиће. Мерлин их води до Екскалибура, мача забијеног у наковањ и каже да ће, према легенди, онај ко успе да извади мач бити краљ Енглеске. Морганин љубавник Модред покушава да извуче мач из наковња и камена, али не успева, док Артур лако вади мач.
Француски витез сер Ланселот, на путу да се придружи Артуру, упознаје Персивала и Елејн, брата и сестру, а затим и Артура, коме се заклиње на верност после епског дуела. Модред окупља Артурове непријатеље да оспори његово право на енглески престо. Артур иде у рат против Модреда и побеђује, осигуравши круну. Он формира дружину одабраних витезова, познату као витезови Округлог стола, а Енглеска ужива у периоду мира и просперитета. За то време, Ланселот спасава Артурову вереницу Гиневру од покушаја мистериозног витеза да је киднапује. Моргана и Модред, који и даље гаје мржњу према Артуру, са интересовањем примећују растућу топлину између Ланселота и Гиневре.
Да би се дистанцирао од Гиневре, Ланселот се жени Елејн и јаше на север да брани границу Енглеске са Шкотском, док Персивал, сада витез Округлог стола, креће у потрагу за Светим гралом. Модред подстиче Артурове непријатеље у Шкотској да склопе мир како би Ланселот био разоткривен као Гиневрин љубавник, а Моргана убија Мерлина, који је свестан афере, како би га спречила да онемогући Ланселотов опозив. Након Елејнине смрти на порођају и Артуровог позива, Ланселот се враћа у Камелот.
Касно једне ноћи, осећајући љубомору након што је видела Ланселота како љуби другу жену, Гиневра одлази у његове одаје. Модредови људи ускоро стижу да их ухапсе због велеиздаје, али Ланселот и Гиневра успевају да побегну. Њима се суди у одсуству и проглашени су кривима. Ланселот се касније враћа да се преда, а када призна своју чедну љубав према Гиневри, Артур опозива њихову смртну казну. Бесан, Модред окреће остале витезове против Артура, што доводи до наставка грађанског рата. Примирје је накратко договорено, али је прекршено када један витез извуче свој мач да убије змију, што доводи до битке код Камлана.
Смртно рањен у бици, Артур тражи од Ланселота да победи Модреда и да пренесе Гиневри своју љубав и опроштај. Такође на Артурову наредбу, Ланселот баца Екскалибур у море са литице где га је Артур први пут извукао из камена. Он одлази у женски самостан у Ејмсберију и преноси Артурову поруку, а затим јаше до Модредовог замка и изазива га у борбу до смрти. Ланселот убија Модреда и оставља његово тело у рукама ожалошћене Моргане ле Феј.
Ланселот и Персивал се враћају у Камелот и празну одају у којој су се састајали Витезови Округлог стола. Тамо им се указује визија Светог грала, а Божји глас им даје опроштај и благослов за њихова дела.

## Улоге
| Глумац        | Улога          |
| ------------- | -------------- |
| Роберт Тејлор | Ланселот       |
| Ава Гарднер   | Гиневра        |
| Мел Ферер     | краљ Артур     |
| Ен Крофорд    | Моргана ле Феј |
| Стенли Бејкер | Модред         |
| Феликс Ајлмер | Мерлин         |
| Морин Свонсон | Елејн          |
| Габријел Вулф | Персивал       |
| Ентони Форвуд | Гарет          |
| Роберт Еркарт | Гавејн         |
| Ниал Макгинис | Зелени витез   |